# Miniopterus australis
Miniopterus australis é uma espécie de morcego da família Miniopteridae. Pode ser encontrada na Austrália, Papua-Nova Guiné, Indonésia, Timor-Leste, Brunei, Malásia, Filipinas, Nova Caledônia e Vanuatu.